# 鬱南駅
鬱南駅（中国語: 郁南站）は、中華人民共和国広東省雲浮市鬱南県平台鎮にあり、南広線の高速鉄道の駅で、2014年12月26日に開業し、広州鉄道局の管轄である。

## 駅周辺
- 広昆虫高速道路
- 都城鎮新城小学校
- 雲南職業技術学校
- 九星湖湿地公園
- ウィーンブティックホテル　雲浮雲南店

## 歴史
- 2014年12月26日に開業した。

## 隣の駅
中国国鉄
南広線
梧州南駅　-　鬱南駅　-　南江口駅

## 参考資料
1. ↑  郁南火车站介绍